# Šternberkové

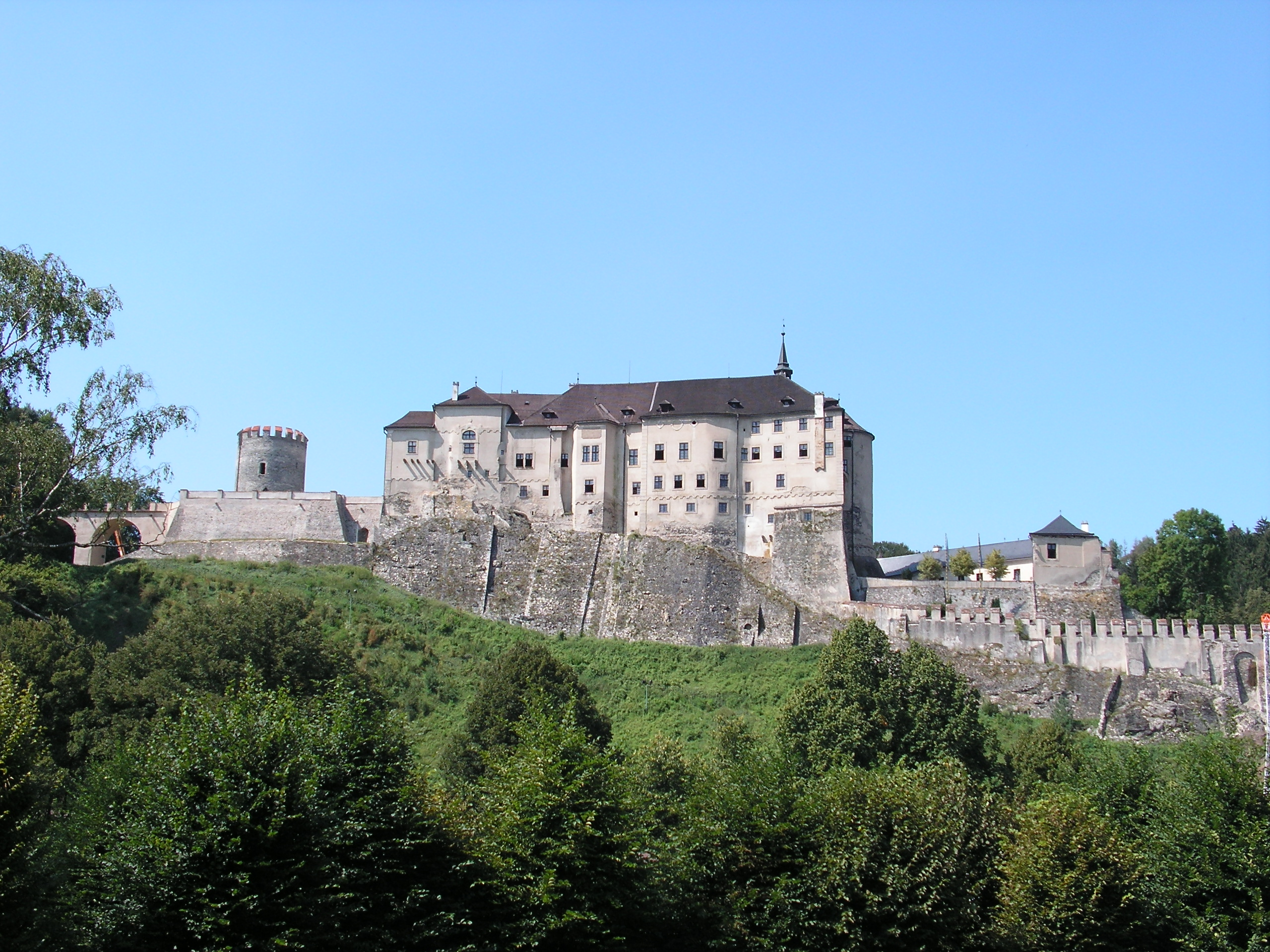
Hrad Český Šternberk

Šternberkové (německy Sternberg) jsou starý moravský a český šlechtický rod. První zmínky pocházejí z 12. století, rod si udržel významné společenské postavení až do 20. století. Jako první předek rodu se uvádí Diviš z Divišova připomínaný v polovině 12. století jako přítel a rádce knížete Soběslava. Další prokazatelné zprávy pocházejí ze 13. století, zatímco osobnost Jaroslava ze Šternberka je kronikářskou fikcí ze 16. století. Legenda o Jaroslavovi jako vítězi nad Tatary v roce 1241 byla zdůrazňována především v době romantismu. V polovině 13. století byla založena dvě hlavní rodová sídla, hrad Český Šternberk na Sázavě a Šternberk na severní Moravě. Z těchto hradů vzešly dvě hlavní rodové větve, česká a moravská. Z linie moravských Šternberků pocházelo několik významných osobností na vysokých církevních postech, kromě Šternberka jim patřily další majetky na severní Moravě (Zábřeh) a v oblastí Hostýnských vrchů (Holešov, Zlín). 
Moravská větev Šternberků vymřela v 16. století. Mezitím se významně prosadila česká větev, která se v 15. století dále rozdělila na větev holickou a konopišťskou. Holická větev, jejíž jeden příslušník byl jako první z rodu v roce 1637 povýšen do hraběcího stavu, vyhasla v roce 1712. Významnou osobností pohusitského období a doby poděbradské byl Zdeněk Konopišťský (1420–1476), vůdce zelenohorské jednoty katolických pánů, kteří se postavili proti Jiřímu z Poděbrad. Společenský a majetkový vzestup konopišťské větve započal na přelomu 16. a 17. století. V roce 1661 získali Šternberkové hraběcí titul, mnozí zastávali vysoké zemské úřady. Čtyři z nich se objevili v nejvyšším zemském úřadu nejvyššího purkrabího, pět členů rodu získalo Řád zlatého rouna.
V době národního obrození vynikl Kašpar Maria (1761–1838) a jeho bratranec František Josef (1763–1830), kteří stáli u zrodu Národního muzea. Od roku 1861 patřilo rodu místo v rakouské panské sněmovně. Koncem 19. století patřilo několika členům rodu celkem kolem 20 000 hektarů půdy v Čechách a na Moravě. Všechen majetek byl rodině zkonfiskován během druhé světové války a v roce 1948. Vzhledem k tomu, že se Šternberkové hlásili k české národnosti, byla jim po roce 1989 značná část majetku vrácena. Veřejnosti jsou ze soukromého rodového majetku zpřístupněny umělecky hodnotné památky Český Šternberk, Častolovice a Jemniště.
Šternberská osmicípá zlatá hvězda v modrém poli patří k nejznámějším heraldickým znamením v Česku. Jako heraldická památka je zachována na řadě rodových sídel, objevuje se i ve znacích měst, která rodině v minulosti patřila (Benešov, Holešov, Štíty, Mírov, Moravský Beroun, Počátky, Zlín). Zlatá hvězda z erbu Šternberků je od roku 2001 součástí znaku Zlínského kraje.

## Počátky rodu

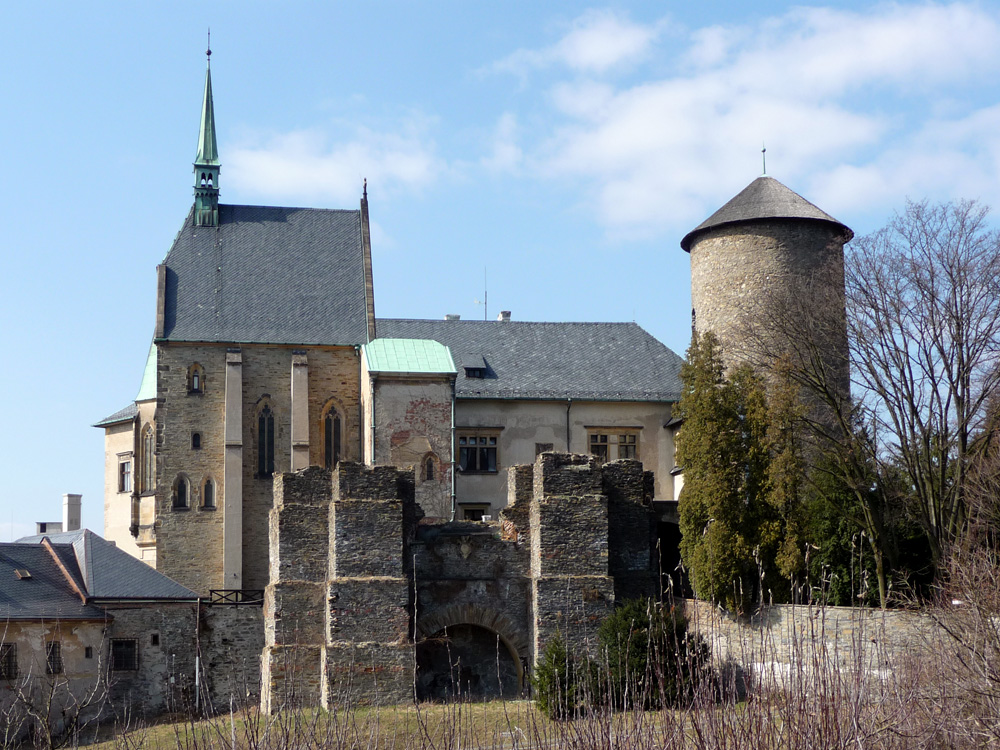
Hrad Šternberk na Moravě

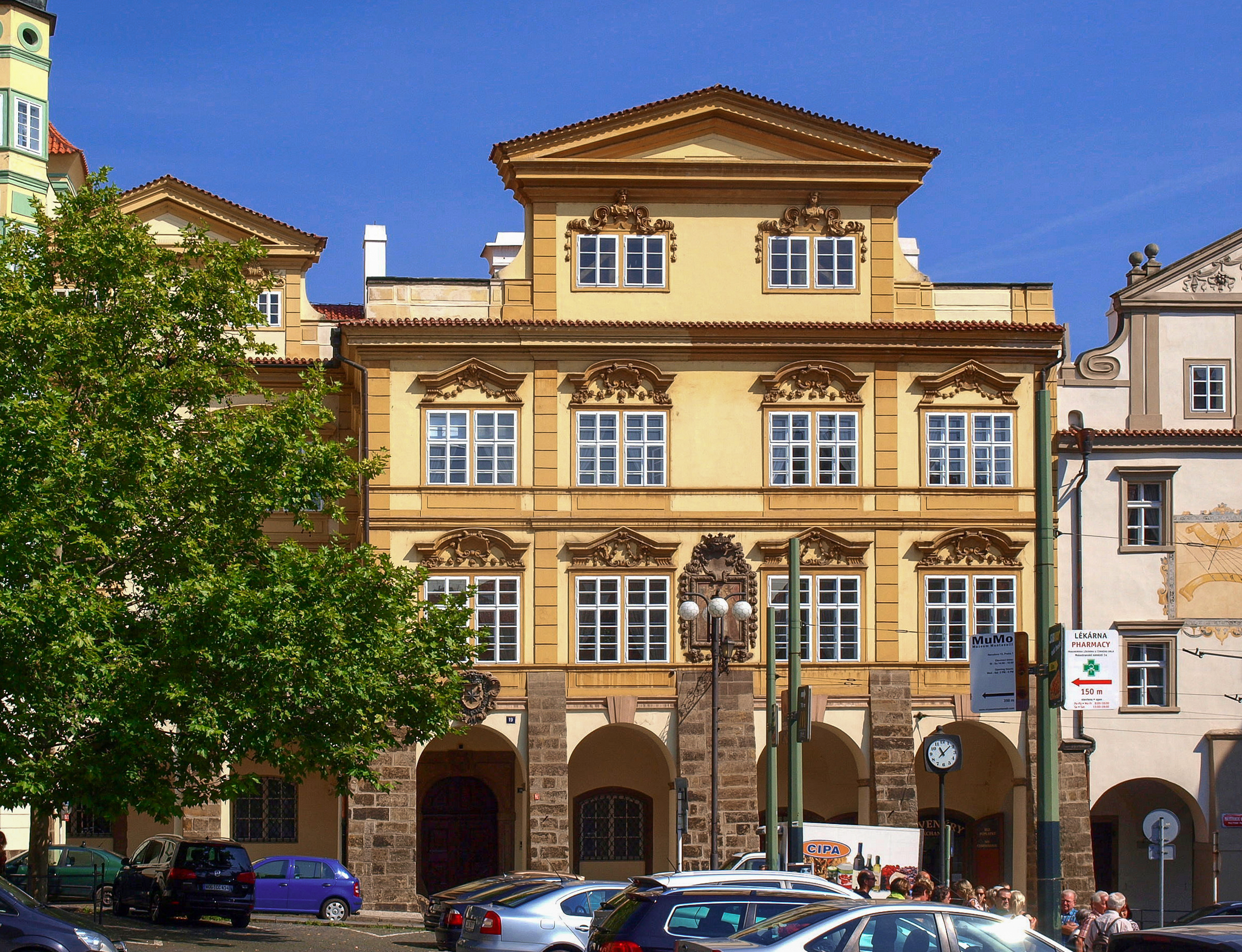
Šternberský palác na Malostranském náměstí v Praze

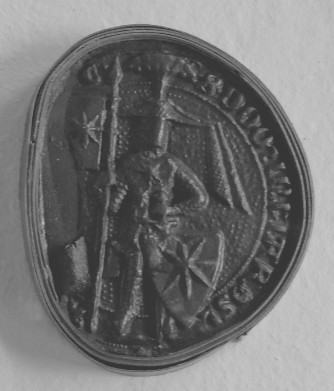
Pečeť Jaroslava ze Šternberka (neúplný sádrový odlitek), Národní muzeum, Praha

Po zakladateli rodu Divišovi se uvádí v letech 1167–1172 Zdeslav, v letech 1176–1193 Petr a mezi roky 1220–1240 Diviš, který založil Divišov. Kolem poloviny 13. století se uvádí Zdeslav, který založil hrad Český Šternberk. Ten měl čtyři syny:
- Albrecht ze Šternberka (1267–1298) se stal zakladatelem moravské větve a působil jako olomoucký purkrabí. Nechal patrně vystavět hrad Šternberk, pokud tak neučinil již jeho otec.
- Beneš ze Šternberka (1267–1269) – pravděpodobně zemřel bez potomků
- Jaroslav ze Šternberka (1267–1290) – bítovský purkrabí, patrně stavitel hradu Šternberk u Jihlavy, zakladatel konopišťské větve
- Zdeslav ze Šternberka († 1289/1290) – kladský purkrabí, zakladatel holické větve

## Šternberkové na Moravě

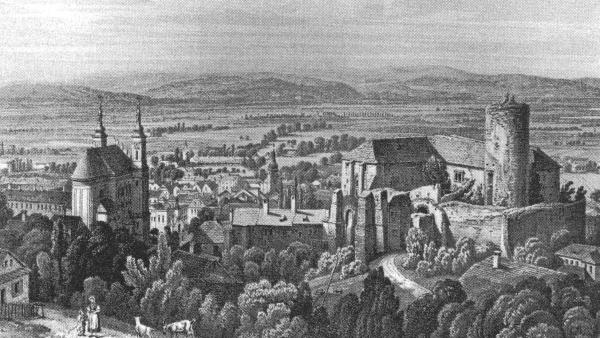
Hrad Šternberk v roce 1850

Zakladatel moravské větve Albrecht ze Šternberka (1267–1298) měl syny Albrechta († 1298), který zastával funkce olomouckého purkrabího a olomouckého sudího, a Zdeslava († 1323), který byl nejvyšším moravským komorníkem. Albrecht měl syna Diviše, který zemřel bez potomků. Zdeslav měl pět synů, z nichž čtyři založili rodové linie.
- Zdeslav ml.(† 1324) byl olomouckým komorníkem, uvádí se pouze v roce 1322, zemřel bez potomků.
- Štěpán ze Šternberka († 1357) byl moravským zemským hejtmanem a zakladatelem šternberské větve. Rod měl sídlo na hradě  Šternberk a vlastnil mnohé další statky na Moravě, např. Zlín, hrad Dědice (později Stagnov) či račické panství. Jeden ze Štěpánových synů Albrecht se stal čtvrtým litomyšlským biskupem. Štěpánova vnučka Kateřina byl ženou Petra Plumlovského z Kravař. Štěpánův vnuk Petr ze Šternberka neměl již mužského potomka a zadlužené panství předal svému švagrovi Petru Plumlovskému z Kravař s tím, že vyplatí všechny dluhy. Petr ze Šternberka zemřel 8. července 1397, čímž vymřela tato část rodové větve a jejich moravské sídlo Šternberk se dostalo do rukou Kravařů.
- Jaroslav ze Šternberka a Hoštejna († 1359) získal hrad Hoštejn a panství Zábřeh; zábřežská a hoštejnská rodová větev vyhasla v roce 1398 smrtí jeho vnuka Smila.
- Albrecht ze Šternberka na Úsově a Bzenci († 1353) byl zakladatelem světlovské větve, která kromě hradu a panství Světlov držela později též panství Zlín a Čejkovice; větev vyhasla kolem roku 1392.
- Matouš ze Šternberka († 1371) byl zakladatelem lukovské větve, z níž se později oddělila větev holešovská. Působil jako moravský komorník a moravský zemský sudí. Kromě hradu Lukov vlastnil též panství Holešov, do držení této větve se později dostaly též Zlín a Čejkovice. Významným příslušníkem byl Jan starší ze Šternberka a Holešova, který zastával funkce moravského zemského hejtmana a nejvyššího zemského sudího na Moravě. Roku 1574 smrtí Jindřicha vymřela i tato poslední větev moravských Šternberků[2].

## Holičtí ze Šternberka
Zakladatelem holické větve byl Zdeslav, purkrabí v Kladsku. Původně mu patřilo panství Chlumec, teprve jeho vnuci získali Holice, podle nichž dostali jméno. Kolem roku 1439 získal Aleš Holický od příbuzného Petra z konopišťské větve i Český Šternberk. Aleš patřil mezi významné politiky období husitských válek a následujícího bezvládí, jeho bratr Smil byl otcem Kunhuty, první manželky Jiřího z Poděbrad. Z dalších příslušníků rodu vynikl Václav Jiří (1614–1682), který vykonával úřad královského rady a zemského soudce; v roce 1637 byl povýšen do stavu říšských hrabat. Jeho syn Jaroslav Ignác (1643–1709) se jako dlouholetý litoměřický biskup (1676–1709) zasloužil o barokní podobu Litoměřic. Jaroslavovým bratrem Janem Václavem tato větev končí a Český Šternberk se dočasně ocitl mimo majetek Šternberků.

## Konopišťští ze Šternberka

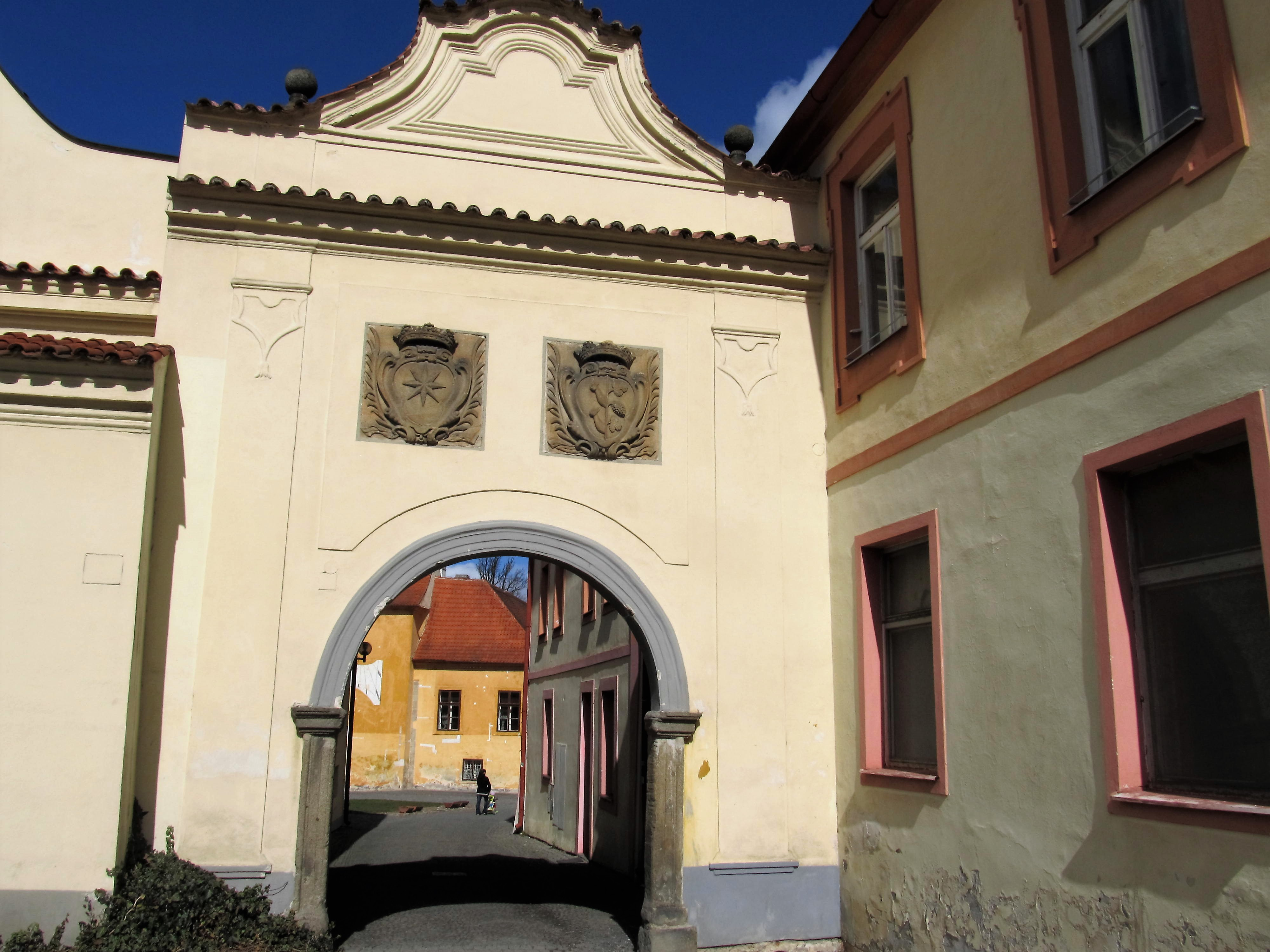
Erb Václava Vojtěcha ze Šternberka a jeho manželky Kláry z Maltzanu na vstupní bráně horažďovického zámku

Dosud žijící rodovou linii založil Jaroslav, který byl za Václava II. královským číšníkem a purkrabím na Bítově. Konopiště a Benešov získali Šternberkové darem od příbuzného Tobiáše z Bechyně někdy v letech 1311-1315. V rodě se často opakovalo jméno Zdeslav, později Zdeněk. Jeden Zdeněk Konopišťský byl za Karla IV. nejvyšším sudím a poté hofmistrem ovdovělé císařovny Alžběty Pomořanské. Petr Konopišťský († 1420) patřil k nepřátelům husitů: doprovázel olomouckého biskupa Jana Železného do Kostnice, bojoval s husity u Živohoště, u Sudoměře, u Poříčí a nakonec i pod Vyšehradem, kde padl. Z osobností tohoto rodu v 15. století byl nejznámějším Zdeněk Konopišťský ze Šternberka, nejprve podporovatel Jiřího z Poděbrad, později jeho zarytý nepřítel, který byl u zrodu jednoty zelenohorské a zasloužil se o zvolení Matyáše Korvína protikrálem. 
Od 17. století se Šternberkové rozdělili na zelenohorskou a častolovickou větev, jejichž zakladateli byli bratři Adam II. a Štěpán Jiří.

### Zelenohorská větev

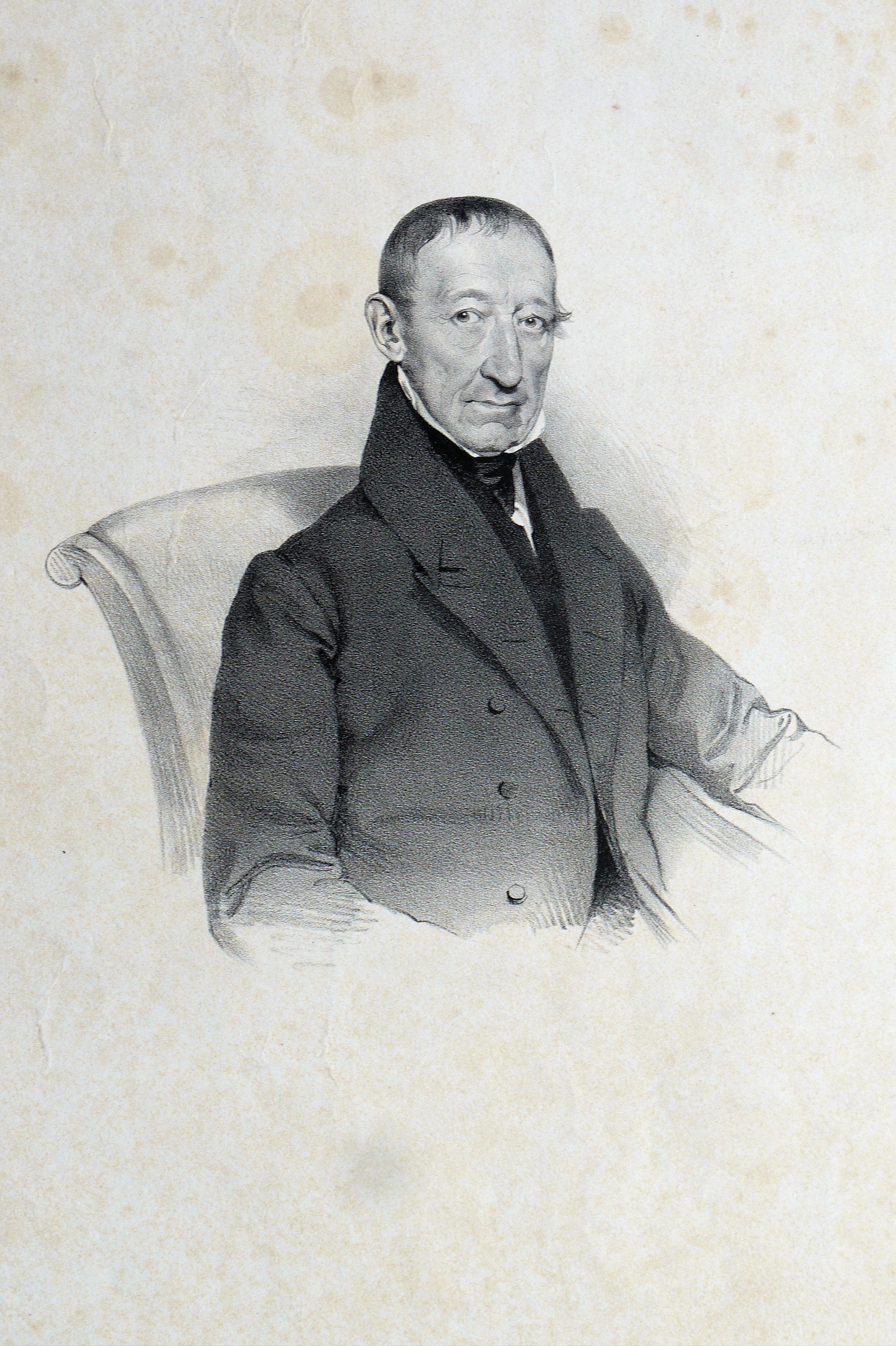
Hrabě Kašpar Maria ze Šternberka, spoluzakladatel Národního muzea

Starší z bratrů Adam II. (1560-1623) patřil k významným politikům předbělohorských Čech v řadách katolíků, zároveň byl ale snášenlivou a kompromisní osobností katolizace. Od mládí zastával zemské úřady a nakonec byl nejvyšším purkrabím (1608–1619). Za stavovského povstání mu bylo uděleno domácí vězení, které ale porušil a odjel do zahraničí. Po Bílé hoře byl sice znovu uveden do úřadu nejvyššího purkrabího, z exilu se ale již nevrátil a zemřel v Pasově. Kromě dědictví poloviny panství Zelená Hora rozšiřoval svůj majetek dalšími nákupy v různých částech Čech (Bechyně 1596, Libochovice 1610, Budyně nad Ohří 1613, Krupka 1615, Lnáře 1617), z pobělohorských konfiskací získal Horažďovice (1622). Z jeho čtyř synů byl pokračovatelem rodu František Karel Matyáš (1612–1648), který pobýval převážně na zámku v Horažďovicích, mimo jiné se mu podařilo po dlouhé době sloučit panství Zelená Hora v jeden celek a mimoto přikoupil Krakovec (1646). Byl dvorským maršálkem (1640–1648) a nakonec nejvyšším zemským sudím (1648). V závěrečné fázi třicetileté války byl v Praze zastřelen Švédy a tento fakt se promítl do hraběcího titulu uděleného v roce 1661 jeho nezletilým synům.
Nejvýznamnějším ze synů Františka Matyáše byl Václav Vojtěch (1641–1708), který po řadě vysokých úřadů dosáhl až k postu nejvyššího hofmistra (1701–1708) a stal se rytířem Řádu zlatého rouna. Proslul jako iniciátor barokních staveb na svém majetku (zámek Troja, Šternberský palác). Zemřel bez potomstva a majetek odkázal Františku Leopoldovi z častolovické větve. Mladší bratr Václava Vojtěcha Ignác Karel (1644–1700) od mládí působil u apelačního soudu a nakonec byl jeho prezidentem (1696–1700; funkci převzal po starším bratrovi). V Národní galerii je portrét jeho manželky Marie Maxmiliány, rozené Lažanské od Karla Škréty. Nejmladší Jan Norbert (1646–1678) byl dědicem Bechyně a jako jediný z bratrů měl další potomstvo. Jeho jediný syn Jan Josef (1671–1700) však spolu s manželkou a starší dcerou utonul v Innu a dědičkou rozsáhlého majetku (Bechyně, Smiřice) se stala roční dcera Marie Terezie (1699–1761). Ta se později provdala za Jana Leopolda z Paaru a Paarové tímto sňatkem získali nové zázemí v Čechách.

### Častolovická větev
Zakladatelem častolovické větve byl Štěpán Jiří (1567–1625), mladší bratr Adama II. Ten původně vlastnil statky na Benešovsku, které v roce 1600 prodal, aby mohl v severních Čechách koupit Postoloprty, které pak rozšiřoval dalšími drobnými nákupy. Byl protestant, ale stejně jako jeho starší bratr měl blíže k náboženskému kompromisu. Po porážce stavovského povstání byl vyšetřován, ale přestoupil na katolickou víru a díky přímluvě příbuzných si udržel i majetek. Z jeho synů Jan Rudolf (1595–1638) prodal Postoloprty a místo nich koupil Zásmuky (1638), které až do 20. století patřily k majetkovým základnám rodu. V další generaci Adolf Vratislav (1627–1703) dosáhl dalšího rozšíření majetku sňatkem s Annou Lucií Slavatovou (1637–1703), jednou z dědiček obrovského majetku vymřelého rodu Slavatů (Žirovnice, Stráž nad Nežárkou). Kromě toho Adolf Vratislav koupil v roce 1694 panství Častolovice, od nějž je odvozen název této rodové linie. Adolf Vratislav zastával řadu funkcí, nakonec byl nejvyšším purkrabím (1685–1703) a získal Řád zlatého rouna.

### Damiánova linie
Adolfův starší syn František Damián Josef (1667–1723) byl zemským sudím a královským radou, po otci zdědil fideikomis Zásmuky-Častolovice. Jeho syn František Filip (1708–1786) se uplatnil jako diplomat (Řezno, Drážďany), později byl dlouholetým nejvyšším hofmistrem Marie Terezie (1765–1780) a získal Řád zlatého rouna. V další generaci Kristián Filip (1732–1811) získal sňatkem s hraběnkou Augustou z Manderscheidu (1744–1811) říšská panství Manderscheid a Blankenheim, spolu s tím také členství v říšském kolegiu vestfálských hrabat. Jejich syn František Josef (1763–1830) sloučil jméno a erb obou rodů (Šternberk-Manderscheid). O majetek v Říši přišel v rámci napoleonských válek a náhradou získaná panství Weissenau a Schussenried vzápětí prodal. Proslul především jako významná osobnost z počátků českého národního obrození, byl dlouholetým prezidentem Společnosti vlasteneckých přátel umění (1802–1830) a členem Královské české společnosti nauk. Pro obě instituce pomáhal získávat umělecké předměty a Národnímu muzeu odkázal také bohatý archív Manderscheidů a numismatickou sbírku. Aniž by předtím zastával vyšší funkce, jeho prestiž ve společnosti jej nakonec dovedla k úřadu nejvyššího komorníka Českého království (1824–1830).

### Leopoldova linie
Mladší Adolfův syn František Leopold (1680–1745) byl prezidentem české královské komory (1727–1745). Z otcova majetku zdědil Žirovnici a Stráž nad Nežárkou (1703), po Václavu Vojtěchovi ze zelenohorské větve pak zdědil Zelenou Horu a Troju (1708). Kvůli dluhům však značnou část majetku odprodal a ze zbylé Žirovnice vytvořil v roce 1731 fideikomis. Jeho mladší syn Jan Nepomuk (1713–1798) původně sloužil v armádě, poté dlouho zastával post podkomořího králové (1771–1798). V roce 1758 koupil v dražbě panství Radnice v západních Čechách a na zdejším zámku se usadil. Z jeho synů se starší Jáchym (1755–1808) věnoval přírodním vědám a cestování, dostal se mimo jiné až do Číny. Jeho hlavním sídlem se stal empírový zámek Březina postavený počátkem 19. století na radnickém panství. Jednou z nejvýznamnějších osobností rodu byl Jáchymův mladší bratr Kašpar Maria (1761–1838), který se věnoval botanice a sepsal několik odborných pojednání. Po bratru Jáchymovi zdědil zámek v Březině, kde soustředil bohaté sbírky přírodnin. Byl v kontaktu s Goethem i předními osobnostmi českého národního obrození (J. Dobrovský, F. Palacký), podporoval rozvoj věd a stál u zrodu Národního muzea.

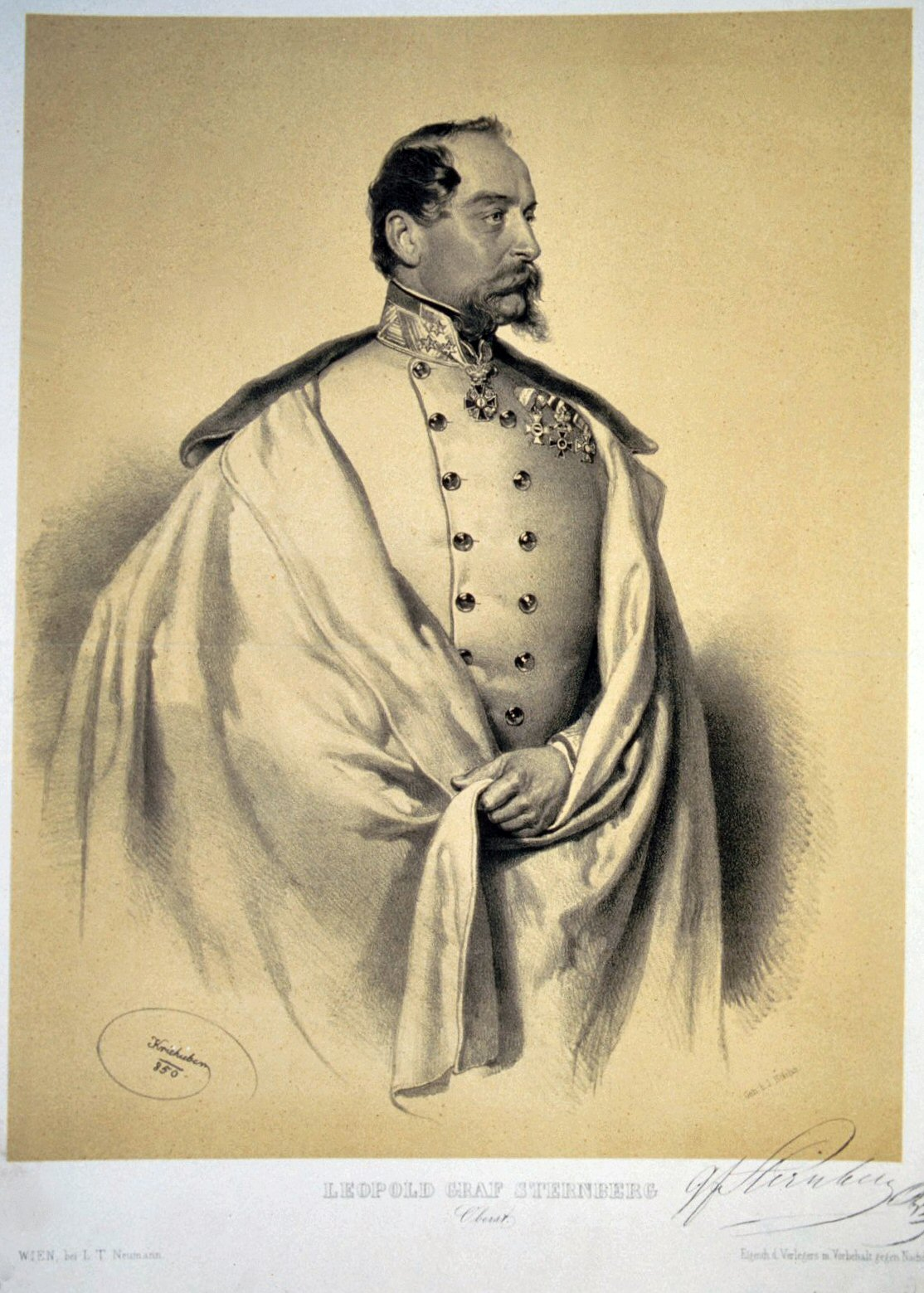
Hrabě Leopold II. ze Šternberka (1811–1899), c. k. generál jezdectva, rytíř Řádu zlatého rouna

Adam František (1711–1789), starší syn Františka Leopolda, zdědil Žirovnici a v letech 1768–1789 byl nejvyšším maršálkem Českého království. Ze dvou manželství měl dva syny, z nichž Adam (1751–1811) zemřel bez potomstva. Mladší syn Leopold I. (1776–1858) koupil v roce 1804 za 660 000 zlatých panství Malenovice z dědictví vymřelého rodu Salm-Neuburgů. V roce 1830 po vymření Damiánovy linie Františkem Josefem zdědil svěřenství Zásmuky a Častolovice. Jeho nejstarší syn Jaroslav (1809–1874) byl jako vlastník fideikomisu povolán v roce 1861 mezi dědičné členy rakouské panské sněmovny, inicioval novogotickou přestavbu zámku v Častolovicích, zemřel ale bez potomstva. Většinu jeho majetku zdědil mladší bratr Leopold II. (1811–1899), c. k. generál jezdectva a rytíř Řádu zlatého rouna. V další generaci Leopold III. (1865–1937) rozšířil rodový majetek o Červený Hrádek (1887) a zasloužil se o další přestavbu častolovického zámku zpět do renesanční podoby. Jeho mladší bratr Vojtěch Václav (1868–1930) proslul jako cestovatel a v letech 1904–1911 byl jako kontroverzně vnímaný politik poslancem českého zemského sněmu. Leopold IV. (1896–1957) byl členem delegace, která v září 1938 přednesla prezidentu Benešovi první z deklarací české šlechty na obranu československého státu. Odešel z Československa v roce 1948 a jeho dcera Diana, provdaná Phippsová (1936–2024) získala Častolovice a Zásmuky v restitučním řízení v roce 1991. Mladší bratr Leopolda IV. Jaroslav (1900–1943) zdědil Malenovice a Pohořelice a za první republiky byl důstojníkem československé armády. Jeho manželce Marii, rozené Grošové, byl majetek v roce 1948 zabaven a po roce 1989 jej v restituci získali potomci bratra Marie - Jiří a Karel Grošovi.
Nejmladší syn Leopolda I. Zdeněk (1813–1900) zdědil po Kašparu Mariovi v roce 1838 Radnice a Březinu. V roce 1841 koupil zpět nejstarší rodové sídlo Český Šternberk, v roce 1868 navíc získal zámek Jemniště. Tyto akvizice byly umožněny díky ziskům z těžby hnědého uhlí v Břasích na radnickém panství. Jemniště se tehdy stalo hlavním rodovým sídlem a zámecký park byl obohacen o sochy přivezené ze Šternberského paláce ve Vídni. Radnice, Březinu, Český Šternberk a vídeňský palác zdědil starší syn Alois (1850–1907) a Jemniště mladší Filip (1852–1924). Posledním majitelem před znárodněním v roce 1948 byl Jiří Douglas (1888–1965), kterému i po zabavení majetku bylo umožněno, aby na Českém Šternberku zůstal kastelánem a průvodcem. Jeho nejstarší syn Zdeněk (1923–2021) získal v restitucích zpět v roce 1991 Český Šternberk a Březinu. Současným majitelem Českého Šternberka je jeho syn Filip (* 1956). Zdeňkův mladší bratr Jan Bosco (1936–2012) emigroval z Československa v roce 1968, ale v témže roce se vrátil. Roku 1995 dosáhl navrácení zámku Jemniště. Majetek v Jemništi spravuje jeho syn Jiří (* 1968).

## Významné osobnosti

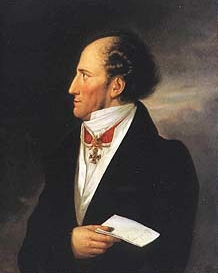
František Josef ze Šternberka a Manderscheidu (1763-1830), nejvyšší komorník Českého království, spoluzakladatel Národního muzea

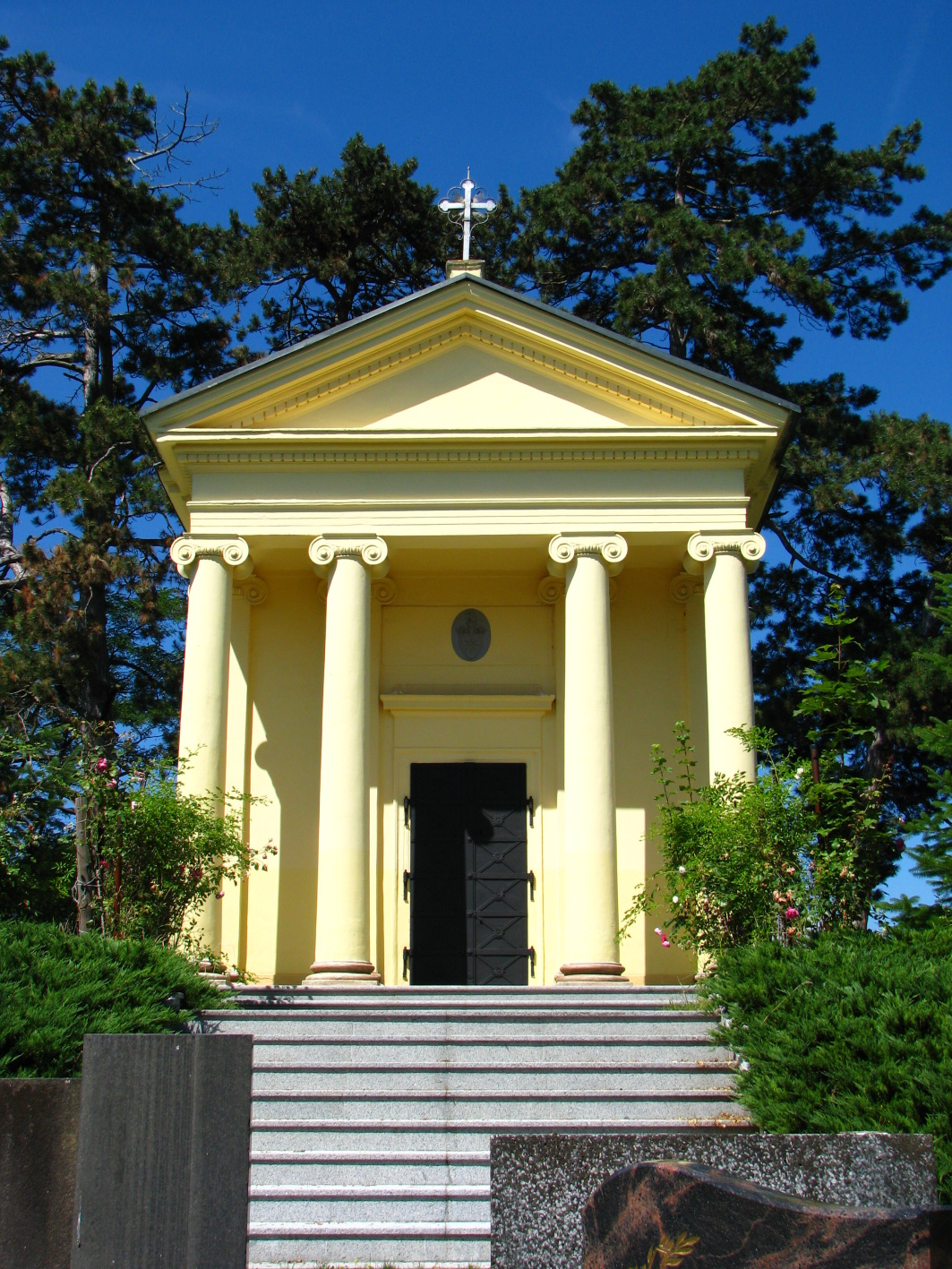
Rodová hrobka ve Stupně

- Jaroslav ze Šternberka, fiktivní předek rodu Šternberků z poloviny 13. století, údajný vítěz nad Tatary v roce 1241
- Zdeslav († 1263), vojevůdce ve službách Přemysla Otakara II., zakladatel hradu Šternberk
- Jindřich († 1328), bamberský kníže-biskup 1324–1328
- Albrecht Aleš (~1333–1380), biskup v Litomyšli 1371–1380
- Aleš Holický (~1380–1455), vojevůdce ve službách Zikmunda Lucemburského, nejvyšší komorník Českého království 1437–1438 a 1439–1455
- Zdeněk Konopišťský (~1420–1476), vůdce Zelenohorské jednoty, nejvyšší purkrabí Českého království 1448–1467
- Kunhuta (1425–1449), první manželka pozdějšího českého krále Jiřího z Poděbrad
- Petr II. († 1514), nejvyšší komorník Českého království 1512–1514
- Ladislav (1480–1521), nejvyšší kancléř Českého království 1510–1521
- Jan II. († 1528), karlštejnský purkrabí 1518–1528
- Adam I. († 1560), nejvyšší komorník Českého království 1554–1560
- Adam II. (1560–1623), nejvyšší purkrabí Českého království 1608–1619 a 1621–1623
- Štěpán Jiří (1567–1625), prezident české komory 1603–1606
- František Karel Matyáš (1612–1648), nejvyšší zemský sudí Českého království, zastřelen Švédy v Praze
- Adolf Vratislav (1627–1703), nejvyšší purkrabí Českého království 1685–1703, rytíř Řádu zlatého rouna
- Jaroslav Ignác (1643–1709), biskup v Litoměřicích 1676–1709
- Václav Vojtěch (1643–1708), nejvyšší hofmistr Českého království 1701–1708, rytíř Řádu zlatého rouna, stavebník zámku v Troji
- Ignác Karel (1644–1700), prezident apelačního soudu 1696–1700
- František Leopold (1680–1745), prezident české komory 1727–1745
- František Filip (1708–1786), diplomat, nejvyšší hofmistr Marie Terezie 1765–1780, rytíř Řádu zlatého rouna
- Adam František (1711–1789), nejvyšší maršálek Českého království 1768–1789
- Jan Nepomuk (1713–1798), podkomoří králové 1771–1798
- Jáchym ze Šternberka (1755–1808), c. k. důstojník, člen Společnosti nauk, mineralog a chemik
- Kašpar Maria (1761–1838), botanik, spoluzakladatel Národního muzea
- František Josef (1763–1830), mecenáš, spoluzakladatel Národního muzea
- Leopold I. (1770–1858), majitel fideikomisu, koupil statky Malenovice a Pohořelice na Moravě
- Jaroslav (1809–1874), majitel fideikomisu, dědičný člen rakouské Panské sněmovny
- Leopold II. (1811–1899), c. k. generál jezdectva, rytíř Řádu zlatého rouna
- Vojtěch Václav (1868–1930), cestovatel, spisovatel, poslanec českého zemského sněmu
- Jiří Douglas (1888–1965), aktér druhé a signatář třetí deklarace české šlechty v roce 1939, poslední soukromý majitel statku Český Šternberk před znárodněním
- Leopold IV. (1896–1957), aktér a signatář všech tří prohlášení české šlechty v letech 1938 a 1939, poslední soukromý majitel statků Častolovice a Zásmuky před znárodněním
- Zdeněk (1923–2021), restituent hradu Český Šternberk
- Diana (1936–2024), restituentka zámků Častolovice a Zásmuky
- Jan Bosco (1936–2012), restituent zámku Jemniště
- Filip Sternberg (* 1956), majitel hradu Český Šternberk
- Jiří (* 1968), majitel zámku Jemniště

## Erb a motto

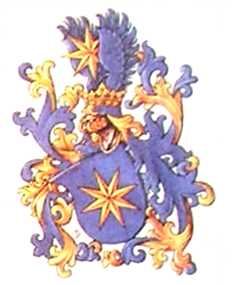
Znak rodu

V erbu se nachází zlatá osmicípá hvězda (něm. Stern [štern] – hvězda; Berg – kopec, hora) na modrém poli, je to tak zvané mluvící znamení. Rodové heslo: lat. "Nescit occasum", v češtině znamená „nezná západu“ nebo „nikdy nezapadá“, míní se tím šternberská hvězda.

## Rodová sídla

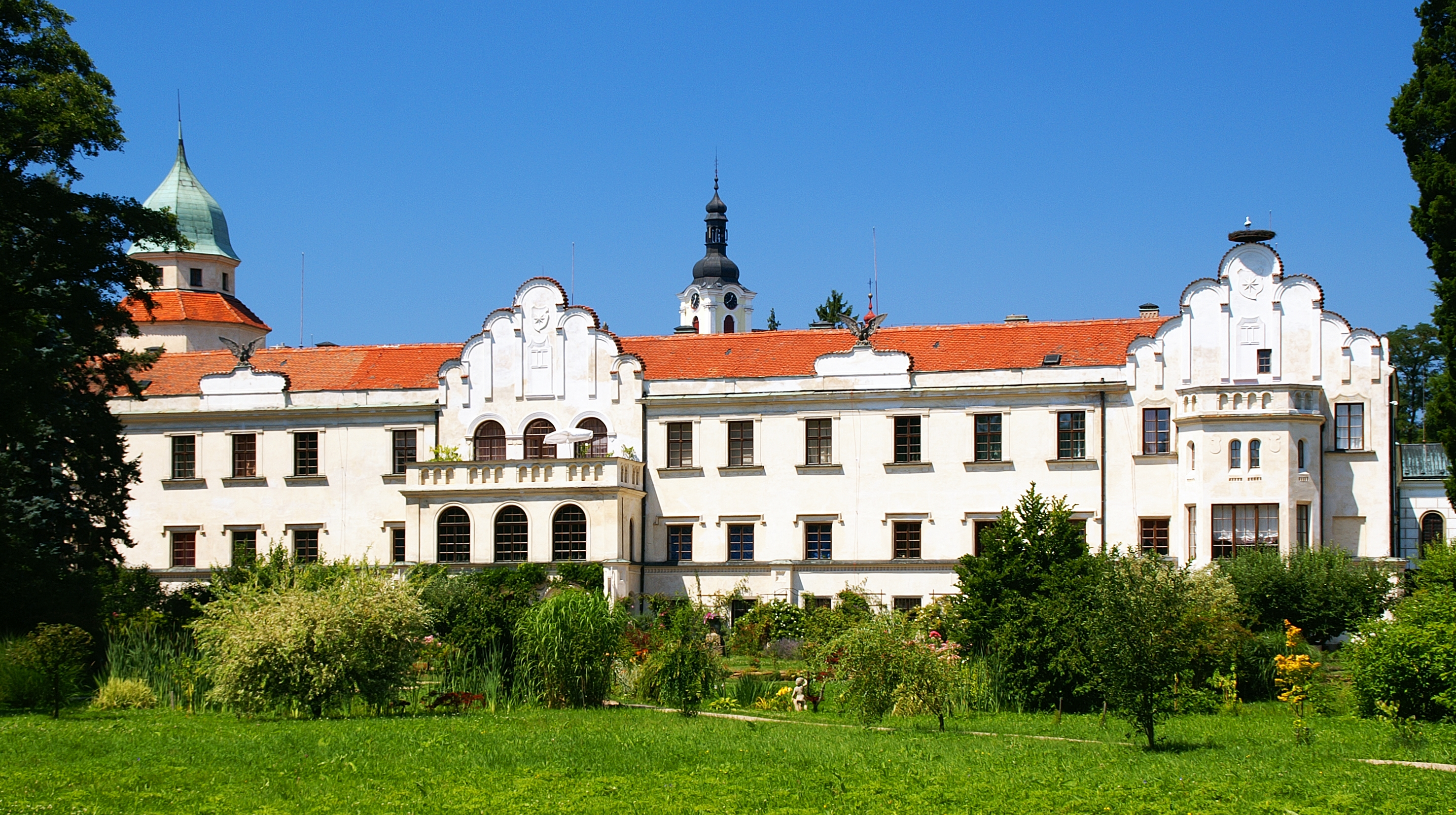
Zámek Častolovice, majetek rodu od roku 1694

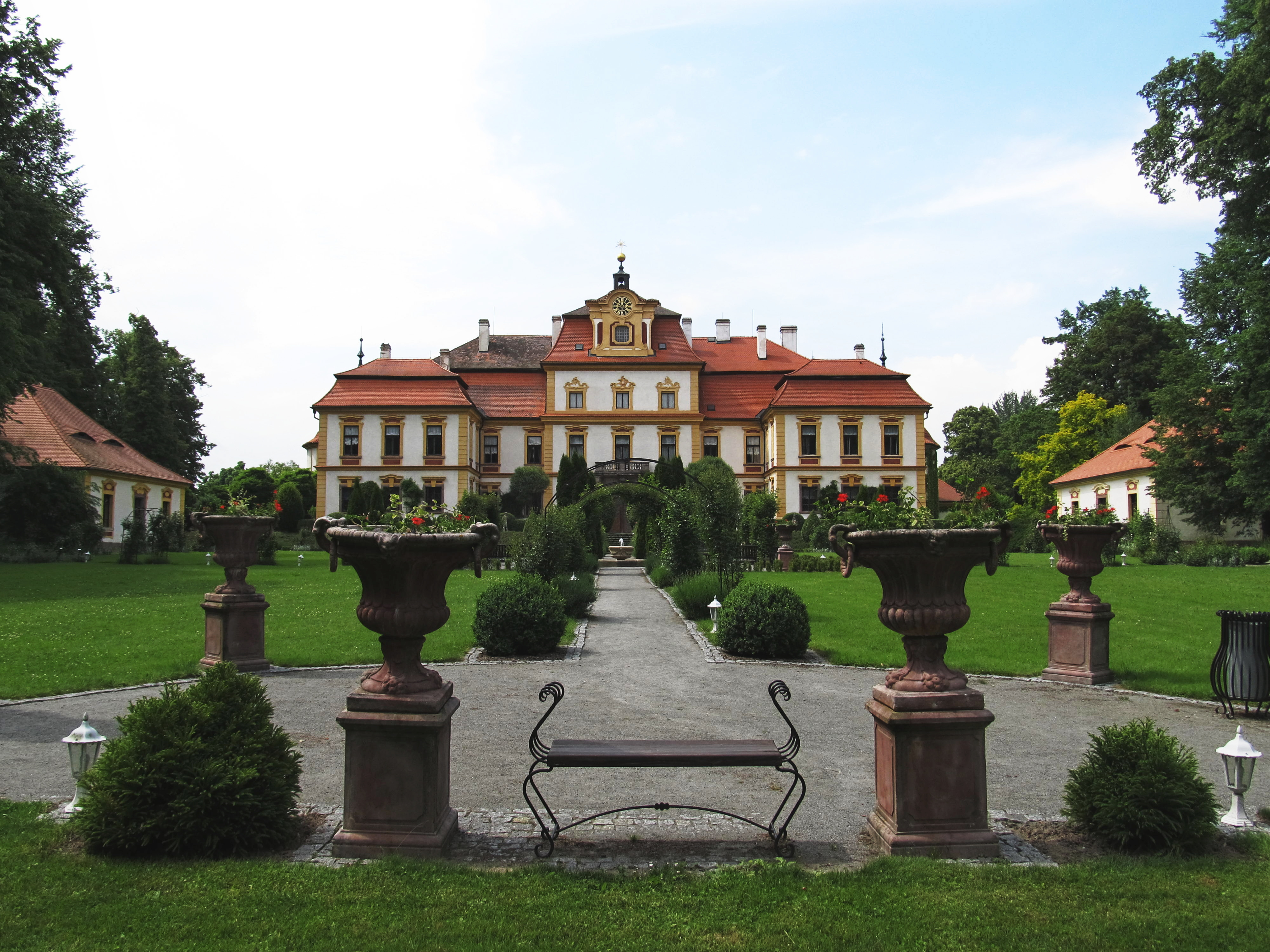
Zámek Jemniště, majetek rodu od roku 1868

- Bechyně (1340–1403, 1477–1530, 1596–1761)

- Březina (1758–1939, od 1995)

- Budyně nad Ohří (1613–1676)

- Častolovice (1694–1948, od 1991)

- Červený Hrádek (1887–1948)

- Český Šternberk (1242–1467, 1479–1712, 1841–1948, od 1991)

- Holešov (1368–1574)

- Horažďovice (1622–1708)

- Jemniště (1868–1943, od 1995)

- Jičín (1656–1700)

- Konopiště (1327–1590)

- Libochovice (1610–1676)

- Malenovice (1804–1948)

- Postoloprty (1600–1637)

- Radnice (1758–1930)

- Smiřice (1685–1715)

- Stráž nad Nežárkou (1694–1715)

- Šternberk (1269–1397)

- Troja (1679–1763)

- Zásmuky (1637–1948, od 1991)

- Zelená Hora (1536–1726)

- Zlín (1358–1397)

- Žirovnice (1694–1910)